# 동일프로이데중고등학교
동일프로이데중고등학교(東一프로이데中高等學校, Dongil Freude Middle High School)는 경상북도 성주군 수륜면 참별로에 위치한 기독교 대안교육시설이다. 프로이데(Freude)는 독일어로 '기쁨'이라는 의미로 기독교 세계관을 지닌 글로벌 인재를 양성함을 목적으로 한다. 영문 약칭은 DFS이며, Dongil Freude Middle High School의 축약영문이다. 2021년 동일프로이데아카데미가 동일프로이데중고등학교로 교명이 변경되어 오늘에 이르고 있다.

## 학교 연혁
- 2016년 7월 5일 : 사단법인 동일프로이데커뮤니티 설립, 동일프로이데아카데미 초등과정 개교, 1차 프로이데아카데미 입학 및 교육 설명회
- 2016년 8월 2일 : 2차 프로이데아카데미 입학 및 교육 설명회
- 2016년 8월 4일~8월 20일 : 동일 초등 비전 스쿨 시행
- 2016년 8월 5일 : 'Heritage Preparatory School' MOU 협정
- 2016년 8월 8일 : 'Faith Christian Academy' MOU 협정
- 2016년 9월 1일 : 동일프로이데아카데미 초등과정 개학
- 2016년 9월 2일 : 동일프로이데아카데미 입학 및 개학 예배
- 2016년 9월 5일 : CTS 네트워크 뉴스 동일프로이데아카데미 입학 예배 방영
- 2016년 9월 13일 : 추석잔치
- 2016년 10월 6일 : 자연염색박물관 견학 및 체험
- 2016년 10월 8일 : 기독교보 "기독교 세계관 지닌 글로벌 인재 양상한다." 기사 게재
- 2016년 10월 10일 : CBS 기독교 방송 '신나는 교회학교' 동일프로이데아카데미 방영
- 2016년 10월 19일~10월 21일 : 프로이데 테마여행 - 가을 (문경일대)
- 2016년 10월 27일 : 교복 "가디건 선물 증정식"
- 2016년 11월 12일 : 가을 대 바자회
- 2016년 11월 14일 : 프로이데 시장, '청구고등학교' MOU 협정
- 2016년 11월 24일 : 'Rubrica' MOU 협정
- 2016년 12월 5일~12월 14일 : 미국 플로리다 올랜도의 'Heritage Preparatory School'과 'Faith Christian Academy' 학교 방문 및 비전트립
- 2016년 12월 23일 : '프로이데 헌신 발표회', 방학식
- 2017년 2월 23일~2월 24일 : 중등 신입생 OT 캠프
- 2017년 3월 2일 : '2017학년도 입학식 및 개학식'
- 2017년 4월 3일 : 청구고등학교 및 지역 고등학교 '소수선택 교육과정 - 로봇 프로그래밍' 수업 실시
- 2017년 5월 26일 : 현장체험학습(성주-고령)
- 2017년 6월 15일~6월 16일 : 프로이데 테마여행 - 봄(단양일대)
- 2017년 7월 21일 : 종업식 및 방학식
- 2017년 7월 24일~7월 25일 : "제4회 칼 귀츨라프의 날" 고대도 방문 및 공연
- 2017년 9월 1일 : 개학식 및 입학식
- 2017년 9월 18일~9월 30일 : 7학년 미국 플로리다 올랜도의 'Faith Christian Academy' 학교방문 및 비전트립
- 2017년 9월 27일 : 가을 대 바자회 및 추석잔치
- 2017년 10월 25일~10월 27일 : 프로이데 작은 음학회 & 전시회
- 2017년 12월 29일 : 종업식 및 파자마 파티
- 2018년 1월 10일~1월 31일 : 필리핀 MOU 학교 수업 및 어학연수
- 2018년 2월 8일 : "프로이데아카데미 초등과정 제1회 졸업식"
- 2018년 3월 5일 : '2018년도 입학식 및 개학식'
- 2018년 3월 9일 : 성남 잡월드 체험학습
- 2018년 3월 30일 : 경북대학교 탐방 및 벚꽃나들이
- 2018년 5월 4일 : "제1회 프로이데 체육대회"
- 2018년 6월 21일~6월 22일 : 프로이데 테마여행 - 봄(부산)
- 2018년 7월 20일 : 종업식 및 방학
- 2018년 7월 23일~7월 24일 : "제5회 칼 귀츨라프의 날" 고대도 방문 및 공연
- 2018년 8월 6일~8월 10일 : 2018 초등 여름 비전스쿨
- 2018년 8월 27일 : 개학식
- 2018년 10월 25일~10월 26일 : 프로이데 테마 여행 - 가을(여수, 순천)
- 2018년 11월 26일~12월 12일 : 7학년 미국 플로리다 올랜도의 'Faith Christian Academy' 학교방문 및 비전트립
- 2018년 12월 27일 : 프로이데 작은 음학회 & 종업식
- 2019년 1월 24일~2월 13일 : 뉴질랜드 어학연수
- 2019년 2월 15일 : "프로이데아카데미 초등과정 제2회 졸업식"
- 2019년 2월 21일~2월 22일 : 중등 신입생 OT 캠프
- 2019년 3월 4일 : '2019학년도 입학식 및 개학식'
- 2019년 4월 5일 : 한동대학교 탐방
- 2019년 4월 27일 : 대가야 청소년 오케스트라 정기연주회
- 2019년 5월 23일~5월 24일 : 프로이데 여행(영천)
- 2019년 6월 21일 : "제2회 프로이데 체육대회"
- 2019년 7월 19일 : 종업식 및 방학
- 2019년 7월 22일~7월 23일 : "제6회 칼 귀츨라프의 날" 고대도 방문 및 공연
- 2019년 8월 12일~8월 30일 : 여름 영어특강
- 2019년 9월 2일 : 개학식 및 입학식
- 2019년 10월 2일 : 심폐소생술(CPR) 교육
- 2019년 10월 24일~10월 25일 : 프로이데 여행(안동)
- 2019년 11월 25일~12월 10일 : 7학년 미국 플로리다 올랜도의 'Faith Christian Academy' 학교방문 및 비전트립
- 2019년 12월 23일 : 제3회 작은 음학회
- 2019년 12월 23일~12월 24일 : 파자마파티 및 종업식
- 2021년 3월 : 동일프로이데중고등학교로 학교명 변경 예정
- 2025년 6월18일: 농촌 무료 봉사 활동(3시간 동안 휴식시설 없이 진행 되었고 이틀전 쯤, 학생들에게 일방적 통보)
- 2025년 7월 21일~7월 22일: 고대도 방문(매우 더웠다)

## 교육 철학

### 교육 교훈
- 21세기 통일한국 시대를 이끌어갈 기독교 세계관을 지닌 글로벌 인재가 되자.
- 서로 다른 나와 너와 우리를 예수님의 사랑으로 사랑하고 자연과 더불어 살아가는 참 지혜를 배우자.
- 학교에서 배움을 기쁨으로 누리며, 하나님을 기쁘시게, 이웃과 민족을 기쁘게 하는데 참여하자.
- 학교뿐 아니라, 가정과 사회가 학생들의 삶터이자 배움터임을 깨닫고 하나된 공동체임을 배우자.

### 교육 목표
- 하나님 중심의 삶을 실천하는 복음의 열매를 맺는 제자공동체
- 학생과 교사 중심의 내·외면적 성장을 위한 교육공동체
- 복음의 빛 된 사명을 찾아 발견하며 나아가는 비전공동체
- 지역과 사회와 더불어 소통하며 리드하는 참여공동체
- 성령의 임재를 통한 열정적 영성을 맛보는 영성공동체

## 학교 생활
동일프로이데중고등학교는 중고등 학제로 7학년(중1)부터 12학년(고3)까지 편제되어 있다. 수업과 생활지도, 그리고 신앙이 일치된 교육을 추구하고, 격주로 기본 주간과 역량 주간으로 나누어 시간표가 구성되어 있는 것이 특징이다.
학교는 도심 외각에 있는 전원형 캠퍼스(성주 캠퍼스)에 위치하여 중고등학생들과 교사들은 기숙사에 머물면서 학교생활을 하고 일주일에 한 번씩 집으로 귀가를 하게 된다.
주요 과목으로는 국어, 영어, 수학, 사회/역사, 과학, 음악, 미술, 체육, 제2외국어(독일어), 성경, 성품교육이 있으며, 그 밖에 검도, 요리, 바이올린, 독서, 프로이데폴(뮤지컬) 수업이 마련되어 있다. 또한 동일프로이데중고등학교는 동일프로이데아카데미와 함께 프로이데 체육대회, 프로이데 여행, 고대도 방문, 비전스쿨, 대학교 탐방, 현장체험학습, 미국 플로리다 올랜도 학교방문 및 비전트립, 작은 음악회, 등을 같이하여 학생들이 다양한 활동을 경험할 수 있다.

## 캠퍼스

### 도시형 캠퍼스(대구 캠퍼스)
동일프로이데아카데미(초등 캠퍼스)로 교통과 문화, 교육의 중심지에 위치(KTX 동대구역 5분거리)하여 인근 교육인프라를 가진 캠퍼스(대구광역시 동구 장등로 8, 새로 짓는중)
- 7층 : 하늘스포츠공원
- 6층 : 동일아트홀
- 5층 : 교실(1~3학년), 초등 교무실
- 4층 : 교실(4~6학년)
- 3층 : 소강당
- 2층 : 공공도서관(어린이도서관, 독서실 포함)
- 1층 : 동일갤러리 카페
- 지하 1층 : 주차장
- 지하 2층 : 식당, 탁구장

### 전원형 캠퍼스(성주 캠퍼스)
동일프로이데중고등학교(중등 캠퍼스)로 숲과 산, 그리고 자연 친화적인 교육시설이 포함된 3만 5천 평의 교육환경을 갖춘 체험중심의 캠퍼스(경상북도 성주군 수륜면 참별로)
- 6층 : 소강당, 헬스장, 게스트룸
- 5층 : 여학생 기숙사(4인 1실), 여교사 기숙사(1인 1실), 휴게실, 세탁실(세탁기 1대,건조기 1대)
- 4층 : 남학생 기숙사(4인 1실), 남교사 기숙사(1인 1실), 휴게실, 세탁실(세탁기 1대,건조기 1대)
- 3층 : 교실(7~11학년), 스터디룸, 과학실
- 2층 : 교무실, 도서관, 교실(12학년), 미술실, 요리실, 매점
- 1층 : 화장실(거의 방치중)
- 지하 1층 : 목공실(사용x)
- 야외 : 식당, 대강당, 운동장, 주차장 등

### 마린 캠퍼스(고대도 캠퍼스)
고대도 방문 및 공연(충청남도 보령시 오천면 고대도1길 41-5)
- 동일교회 고대도 선교센터
- 1년에 한번 방문
- 남녀 숙소 다름 (남:고대도 선교센터 강당,여:숙소)
- 여름에 방문 하여 매우 덥고 습하다.
- 가끔 단수 발생

## 참고 자료
...별로 좋진 않다